# Турецкая пятёрка
Турецкая пятёрка (тур. Türk Beşleri) — распространённое название группы турецких композиторов-новаторов середины XX века, выведших турецкую академическую музыку на мировой уровень. Дано по аналогии с русской пятёркой — распространённым в западноевропейской терминологии названием российской группы композиторов «Могучая кучка». Активная творческая деятельность всех участников группы началась в середине 1930-х гг.; помимо создания ряда основополагающих для национальной музыкальной традиции произведений, композиторы группы приняли участие в становлении музыкального образования в стране — в частности, в работе Школы учителей музыки (тур. Musiki Muallim Mektebi), в дальнейшем преобразованной в Анкарскую консерваторию.

## Состав группы
- Ахмед Аднан Сайгун
- Ульви Джемаль Эркин
- Джемаль Решит Рей
- Хасан Ферит Алнар
- Неджиль Казым Аксес